# 23 de março
23 de março é o 82.º dia do ano no calendário gregoriano (83.º em anos bissextos). Faltam 283 dias para acabar o ano.

## Eventos históricos

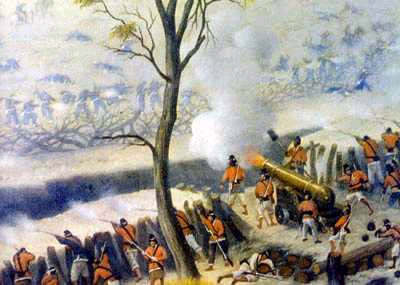
1868: Batalha de Curupaiti

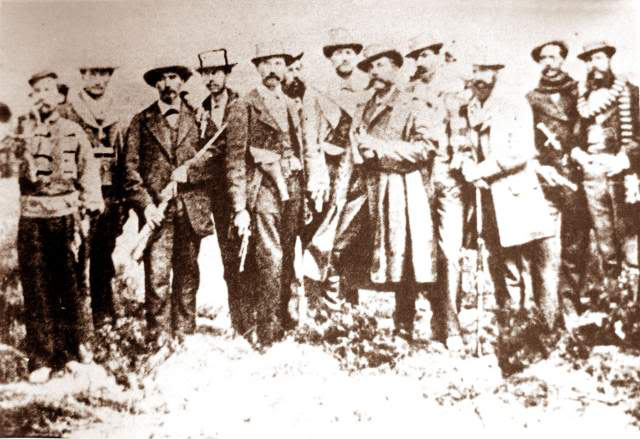
1879: Eduardo Abaroa e os defensores de Topáter na Guerra do Pacífico

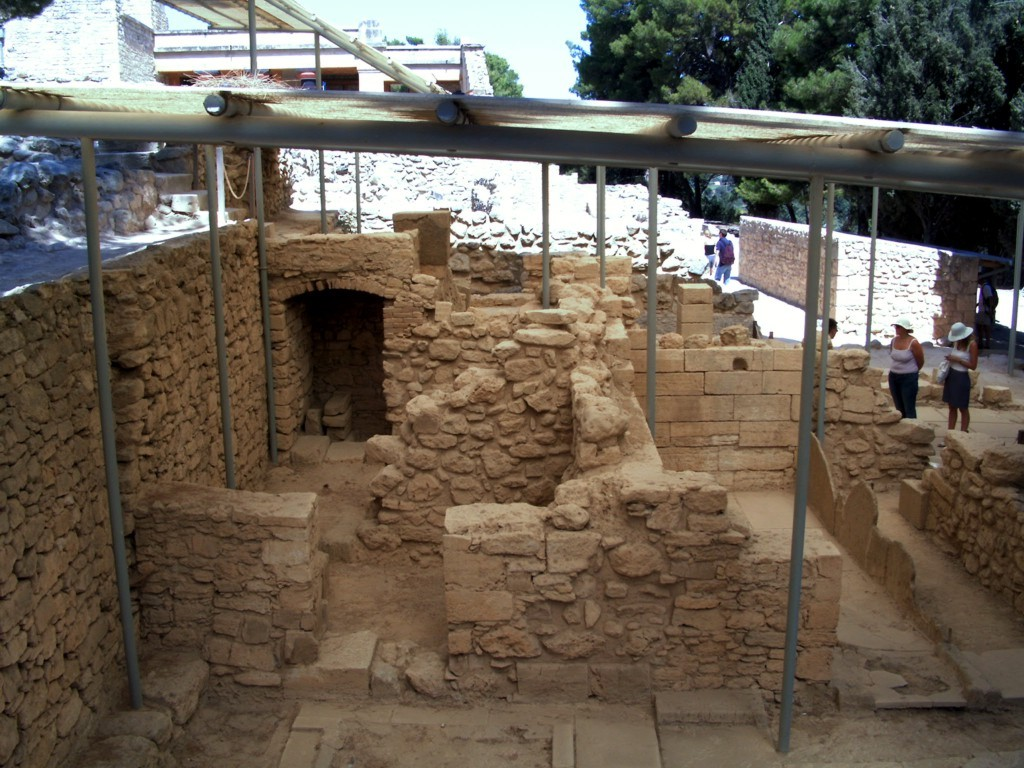
1900: Início das escavações em Cnossos

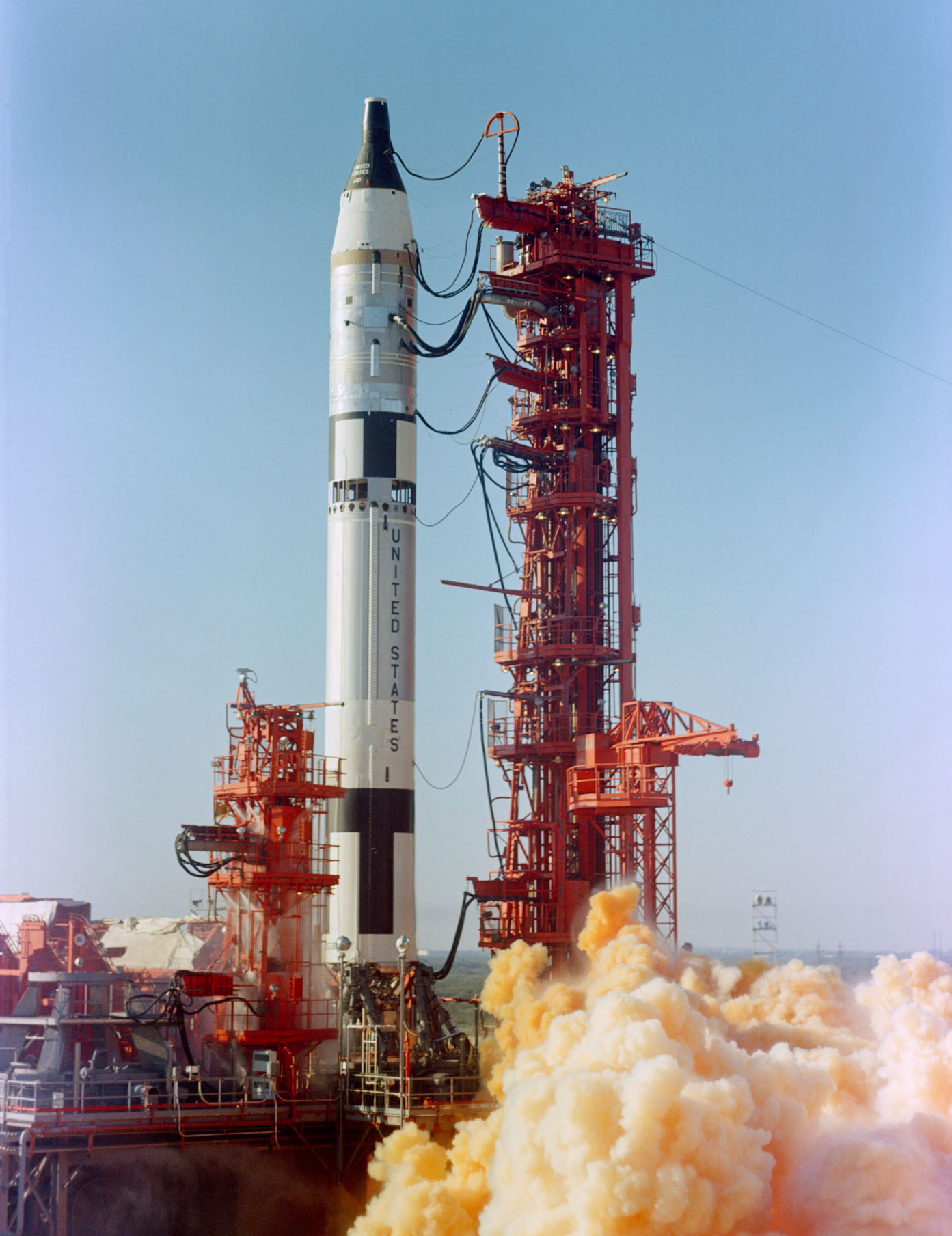
1965: Gemini III

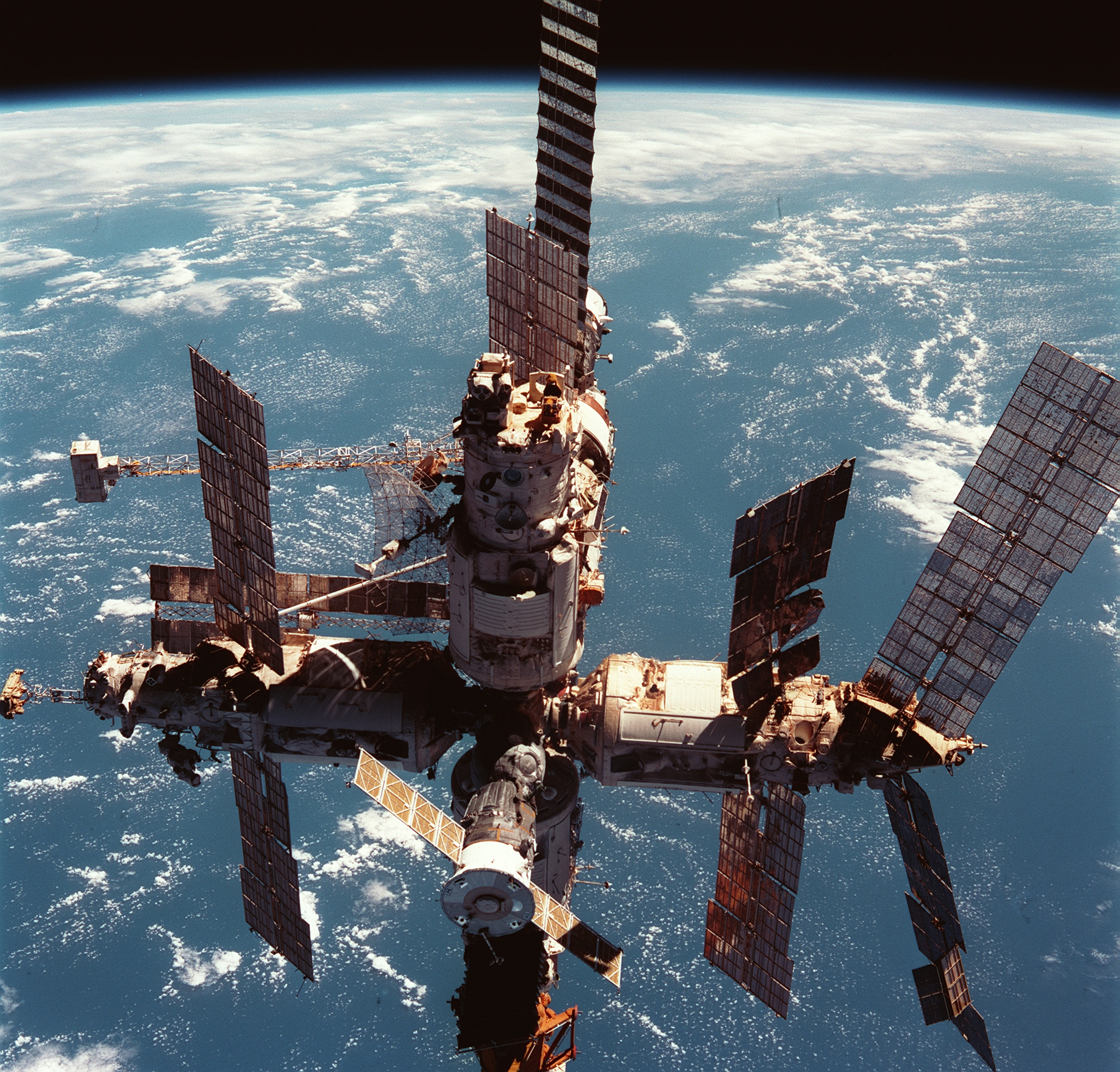
2001: A estação Mir é desativada

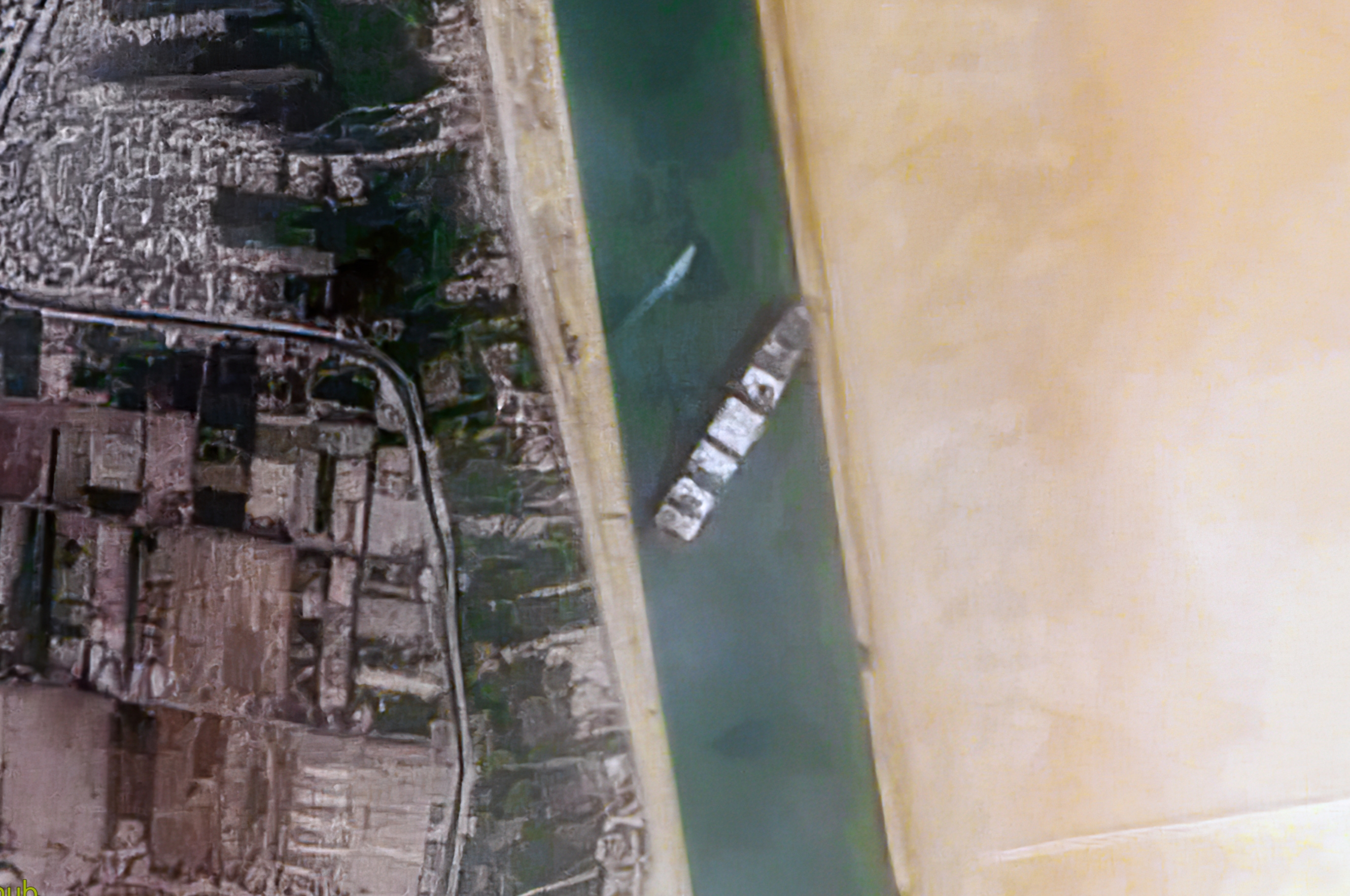
2021: Bloqueio do Canal de Suez

- 0625 — Batalha de Uude, a segunda batalha pela conquista de Meca pelas forças muçulmanas comandadas por Maomé.
- 0752 — Estêvão é eleito Papa. Morre três dias após, antes de ser ordenado bispo e não é considerado um papa legitimado.
- 1324 — Papa João XXII excomunga o imperador Luís IV do Sacro Império Romano-Germânico.
- 1540 — A Abadia de Waltham se rende ao rei Henrique VIII da Inglaterra; a última comunidade religiosa a ser fechada durante a Dissolução dos Mosteiros.
- 1553 — A Coroa Portuguesa nomeia Duarte da Costa como governador-geral do Estado do Brasil.
- 1568 — A Paz de Longjumeau é assinada, encerrando a segunda fase das Guerras Religiosas Francesas.
- 1648 — A França e os Países Baixos assinam o Tratado de Concórdia, que regulamenta a divisão da ilha de São Martinho.
- 1673 — O bandeirante paulista Francisco Dias Velho funda o povoado de Nossa Senhora do Desterro, que se mais tarde viria a ser o município brasileiro de Florianópolis.
- 1757 — Na subá (província) de Bengala da Dinastia Mogol (Índia), ocorre a captura do forte de Chandannagar por forças invasoras britânicas.
- 1775 — Guerra Revolucionária Americana: Patrick Henry faz seu discurso – “Dê-me a liberdade, ou dê-me a morte!” – na Igreja Episcopal de St. John, Richmond, Virgínia.
- 1801 — O Imperador Paulo I da Rússia é golpeado com uma espada, depois estrangulado até a morte em sua cama no Castelo de São Miguel.
- 1821 — Guerra de independência da Grécia: batalha e queda da cidade de Calamata.
- 1839 — Um grande terremoto destrói a antiga capital Ava da dinastia Konbaung, atual Mianmar.
- 1843 — O Chile toma posse do Estreito de Magalhães e mantém a soberania sobre ele até hoje.
- 1849 — Após as fracassadas tentativas de conseguir o Risorgimento da Itália e considerando que a sua utilidade para o país havia terminado, Carlos Alberto da Sardenha abdica em favor de seu filho Vítor Emanuel II e se exila em Portugal, vindo a morrer meses depois.
- 1857 — O primeiro elevador de Elisha Graves Otis é instalado em Nova Iorque.
- 1868 — Guerra do Paraguai: após dois anos impedindo o progresso das forças aliadas, o forte paraguaio de Curupaiti é tomado pelas forças lideradas pelo comandante-em-chefe do Exército brasileiro no Paraguai, o então Marquês de Caxias.
- 1867 — O Tratado de Ayacucho entre o Império do Brasil e a Bolívia é assinado.
- 1869 — Luís Alves de Lima e Silva recebe o título de Duque de Caxias, tornando-se o último duque do Império do Brasil.
- 1879 — Ocorre a primeira batalha da Guerra do Pacífico, no confronto do Chile com as forças conjuntas da Bolívia e do Peru.
- 1881 — Término da Primeira Guerra dos Bôeres no que é hoje a África do Sul.
- 1888 — Na Inglaterra, a Football League, a mais antiga liga profissional de futebol do mundo, se reúne pela primeira vez.
- 1900 — O arqueólogo britânico Arthur Evans inicia as escavações da minoica Cnossos, uma atividade que duraria mais de quatorze anos.
- 1901 — Emilio Aguinaldo, único presidente da Primeira República Filipina, é capturado em Palanan, Isabela pelas forças do general Frederick Funston.
- 1905 — Eleftherios Venizelos pede a união de Creta com a Grécia e começa o que é conhecido como a revolta de Theriso.
- 1913 — Um tornado mata mais de 240 pessoas no centro dos Estados Unidos, enquanto uma enchente em curso na bacia hidrográfica do rio Ohio matava 650 pessoas.
- 1919 — Em Milão, Itália, Benito Mussolini funda seu movimento político fascista.
- 1933 — O parlamento alemão concede plenos poderes ao governo de Hitler.
- 1939 — A Força Aérea Húngara ataca o quartel-general da Força Aérea Eslovaca em Spišská Nová Ves, matando 13 pessoas e iniciando a Guerra Eslováquia-Hungria.
- 1940 — A Resolução de Lahore é apresentada na Convenção Geral Anual da Liga Muçulmana.
- 1942 — Segunda Guerra Mundial: no Oceano Índico, as forças japonesas capturam as Ilhas Andamão.
- 1956 — O Paquistão torna-se a primeira república islâmica do mundo.
- 1962 — Em resposta ao alinhamento de Cuba com a União Soviética em plena guerra fria, o presidente dos Estados Unidos John F. Kennedy amplia as medidas tomadas por Eisenhower mediante a emissão de uma ordem executiva, ampliando as restrições comerciais contra Cuba.
- 1965 — A NASA lança a Gemini III, o primeiro voo espacial estado-unidense tripulado por duas pessoas (Gus Grissom e John Young).
- 1978 — As primeiras tropas da FINUL chegam ao Líbano para missões de manutenção da paz ao longo da Linha Azul.
- 1983 — Iniciativa Estratégica de Defesa: o presidente do Estados Unidos Ronald Reagan faz sua proposta inicial para desenvolver tecnologia para interceptar mísseis inimigos.
- 1988 — Guerra Civil Angolana: término da Batalha de Cuito Cuanavale e início da saída das tropas estrangeiras do conflito.
- 1991 — A Frente Revolucionária Unida, com o apoio das forças especiais da Frente Patriótica Nacional da Libéria, de Charles McArthur Ghankay Taylor, invade Serra Leoa em uma tentativa de derrubar Joseph Saidu Momoh, desencadeando 11 anos de Guerra Civil de Serra Leoa.
- 1994 — O voo Aeroflot 593 cai na montanha Kuznetsk Alatau, Sibéria, Rússia, matando 75 pessoas.
- 1996 — Taiwan realiza suas primeiras eleições diretas e escolhe Lee Teng-hui como presidente.
- 1999 — Homens armados assassinam o vice-presidente do Paraguai, Luis María Argaña.
- 2001 — A estação espacial russa Mir é desativada, e se fragmenta na atmosfera antes de cair no sul do Oceano Pacífico, perto das ilhas Fiji.
- 2003 — Batalha de Nasiriyah, o primeiro grande conflito durante a invasão do Iraque.
- 2009 — Voo FedEx Express 80: um McDonnell Douglas MD-11 voando de Cantão, China, cai no Aeroporto Internacional de Narita, Tóquio, matando o piloto e o copiloto.
- 2017 — O Papa Francisco autoriza a Canonização dos Mártires de Cunhaú e Uruaçu do Brasil e também de Jacinta e Francisco Marto, pastorinhos das aparições da Virgem de Fátima no ano de 1917.
- 2018 — O presidente do Peru, Pedro Pablo Kuczynski, renuncia à presidência em meio a um escândalo de corrupção antes da votação do impeachment pelo Congresso de maioria oposicionista.
- 2019
  - Astana, a capital do Cazaquistão, é renomeada para Nur-Sultã.
  - Estado Islâmico do Iraque e do Levante perde seu último território na Síria após derrota imposta pelas Forças Democráticas Sírias e pela coalizão liderada pelos Estados Unidos.
- 2021 — O navio porta-contêineres Ever Given encalha e obstrui o Canal de Suez por seis dias.

## Nascimentos

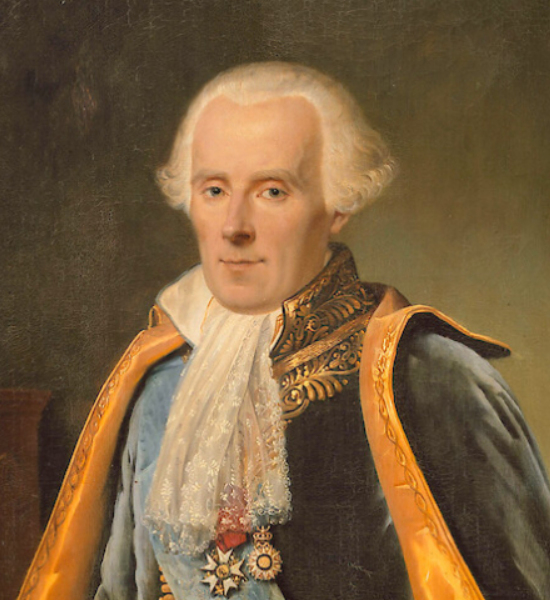
Pierre-Simon Laplace

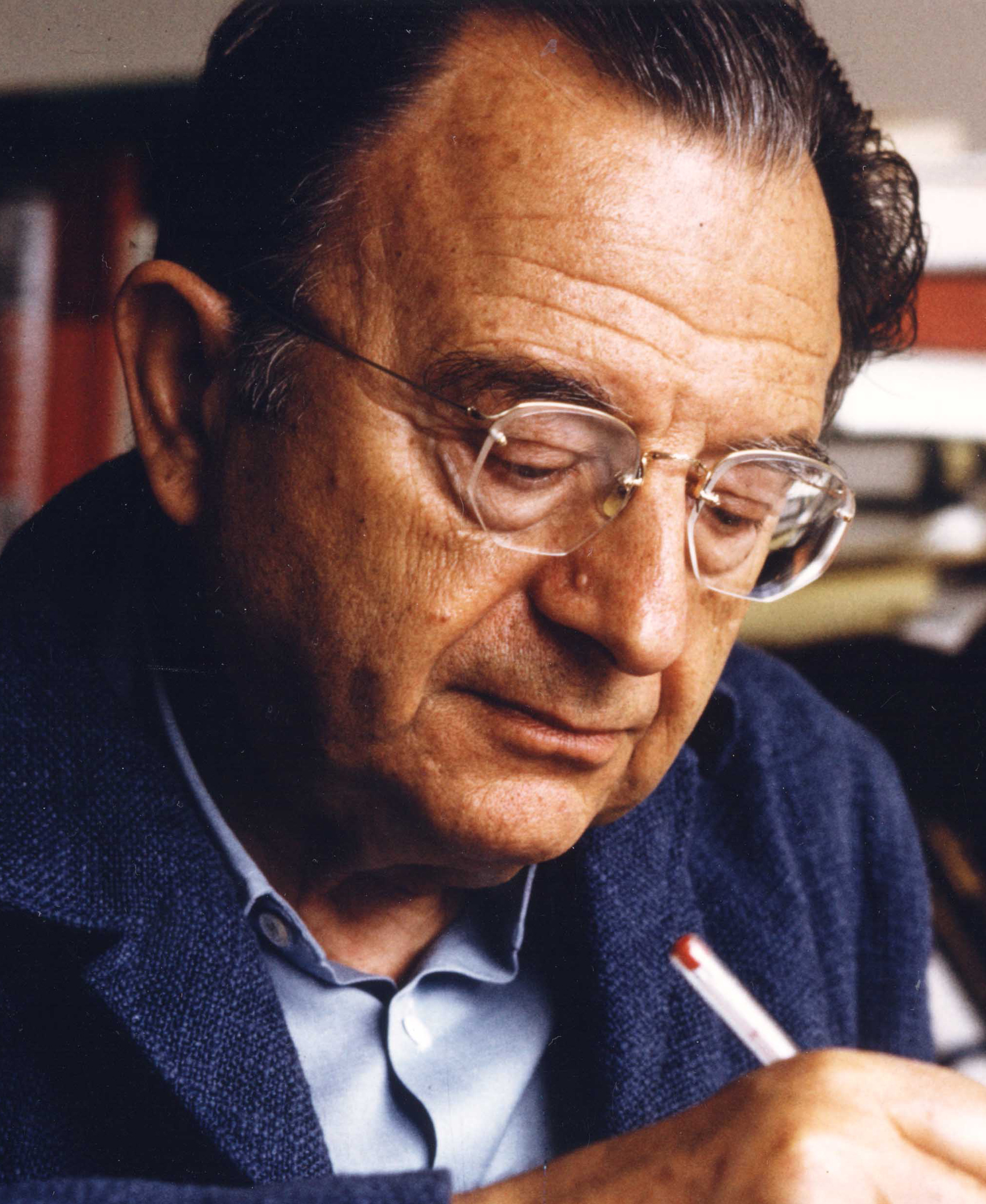
Erich Fromm

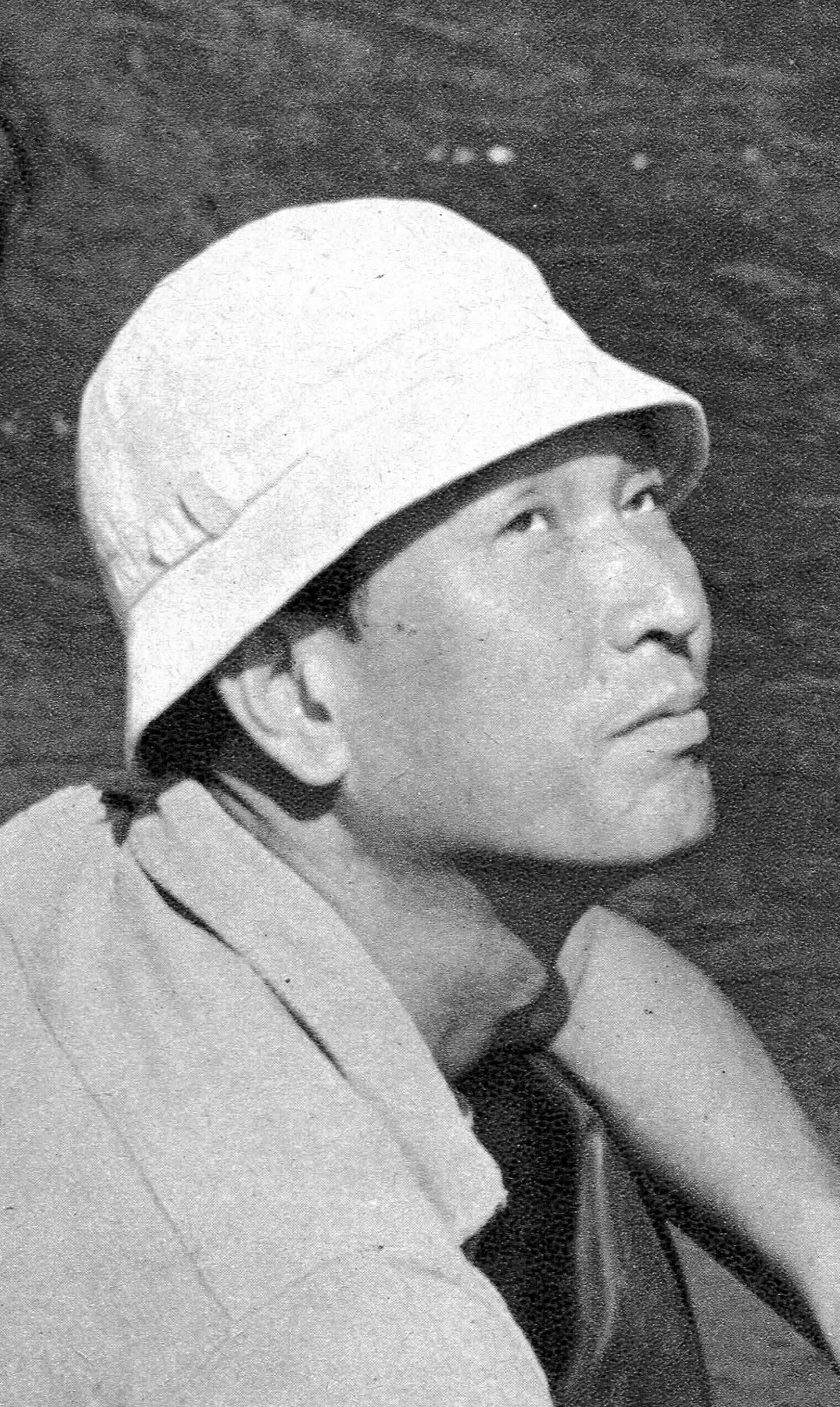
Akira Kurosawa

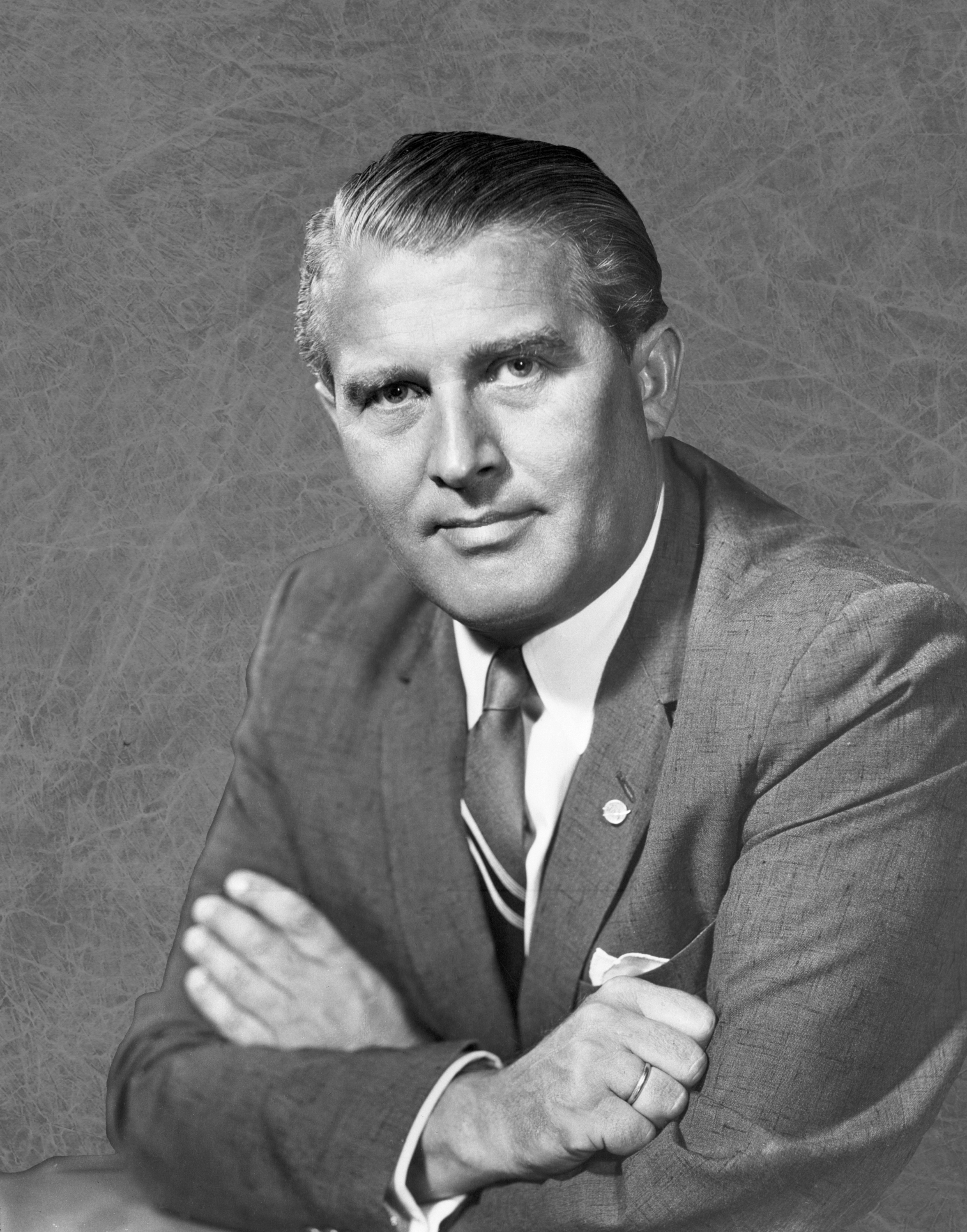
Wernher von Braun

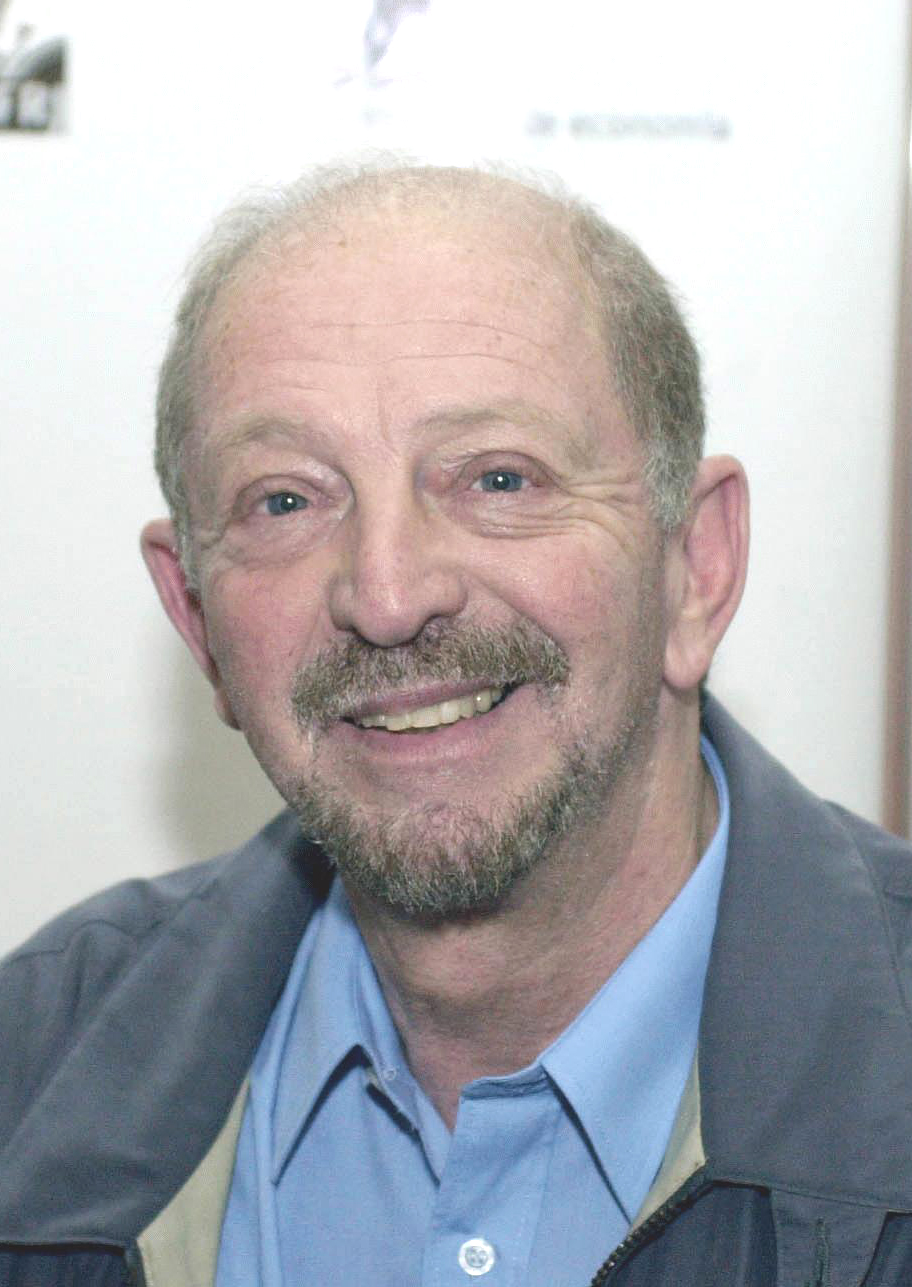
Moacyr Scliar

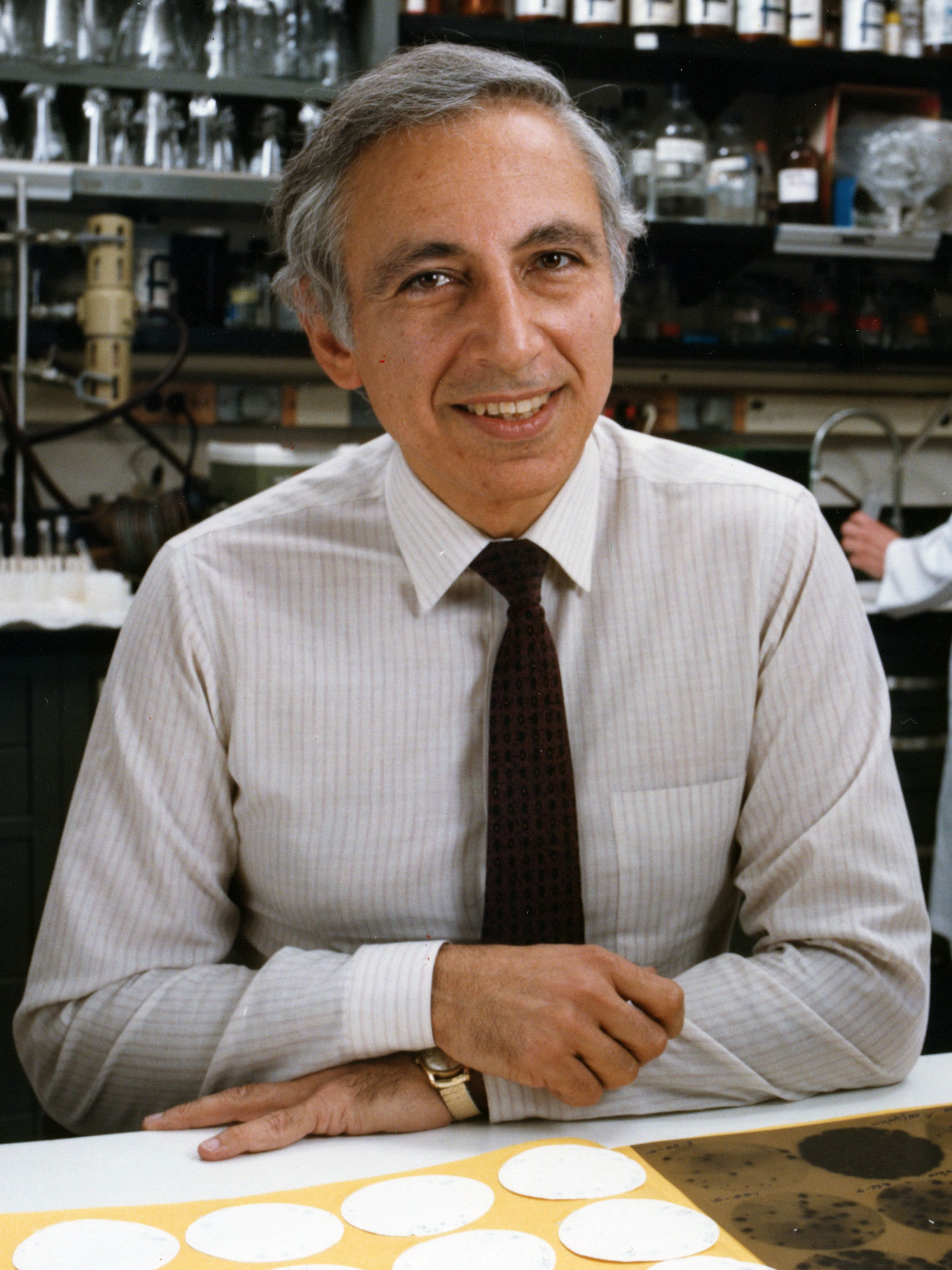
Robert Gallo

Gianni Infantino

### Anteriores ao século XIX
- 1338 — Go-Kogon, imperador do Japão (m. 1374).
- 1430 — Margarida de Anjou, rainha inglesa (m. 1482).
- 1638 — Frederik Ruysch, botânico e anatomista neerlandês (m. 1731).
- 1643 — María de León Bello y Delgado, freira e mística espanhola (m. 1731).
- 1699 — John Bartram, botânico e explorador estado-unidense (m. 1777).
- 1732 — Adelaide da França (m. 1800).
- 1749 — Pierre-Simon Laplace, matemático e astrônomo francês (m. 1827).
- 1754 — Jurij Vega, matemático, físico e oficial de artilharia esloveno (m. 1802).
- 1769 — William Smith, geólogo e cartógrafo britânico (m. 1839).
- 1794 — Francisco Jê Acaiaba de Montezuma, jurista e político brasileiro (m. 1870).

### Século XIX
- 1809 — Jean-Hippolyte Flandrin, pintor francês (m. 1864).
- 1815 — Santiago Amengual, militar chileno (m. 1898).
- 1822 — Ivan Makarov, pintor russo (m. 1897).
- 1823 — Schuyler Colfax, jornalista e político americano (m. 1885).
- 1829 — Norman Robert Pogson, astrônomo britânico (m. 1891).
- 1830 — José Francisco Cardoso, político brasileiro (m. 1885).
- 1836 — Hans Karl Georg von Kaltenborn-Stachau, militar prussiano (m. 1898).
- 1841 — Guilherme da Silveira Borges, compositor português (m. 1863).
- 1848 — José Lopes da Silva Trovão, médico, jornalista e político brasileiro (m. 1925).
- 1850 — Herculano Bandeira, magistrado e político brasileiro (m. 1916).
- 1854 — Alfred Milner, estadista britânico (m. 1925).
- 1857
  - Gabriel Delanne, estudioso e escritor espírita francês (m. 1926).
  - Otto Stapf, botânico austríaco (m. 1933).
- 1858 — Ludwig Quidde, ativista e político alemão, ganhador do Prêmio Nobel (m. 1941).
- 1862
  - Barbosa Lima, político brasileiro (m. 1931).
  - Tor Harald Hedberg, escritor sueco (m. 1931).
- 1867
  - Norton de Matos, militar e político português (m. 1955).
  - Frederick Vernon Coville, botânico estado-unidense (m. 1937).
- 1868 — Dietrich Eckart, jornalista e político alemão (m. 1923).
- 1869 — Calouste Gulbenkian, empresário e filantropo turco-armênio (m. 1955).
- 1874 — Joseph Christian Leyendecker, pintor e ilustrador teuto-americano (m. 1951).
- 1878 — Franz Schreker, compositor e maestro austríaco (m. 1934).
- 1880 — Ernesto Ferreira, etnógrafo e naturalista português (m. 1943).
- 1881
  - Roger Martin du Gard, romancista e paleógrafo francês, ganhador do Prêmio Nobel (m. 1958).
  - Hermann Staudinger, químico e acadêmico alemão, ganhador do Prêmio Nobel (m. 1965).
- 1882 — Emmy Noether, matemática, física e acadêmica teuto-americana (m. 1935).
- 1883 — Alberto Braglia, ginasta italiano (m. 1954).
- 1884 — Joseph Boxhall, marinheiro britânico (m. 1967).
- 1885
  - Platt Adams, atleta e político americano (m. 1961).
  - Roque González Garza, general e político mexicano (m. 1962).
- 1886 — Frank Irons, atleta americano (m. 1942).
- 1887
  - Juan Gris, pintor e escultor espanhol (m. 1927).
  - Félix Yussupov, nobre russo (m. 1967).
- 1892 — Walter Krüger, general alemão (m. 1973).
- 1893 — Cedric Gibbons, diretor de arte e produtor de designer irlando-americano (m. 1960).
- 1895
  - Encarnacion Alzona, historiadora e educadora filipina (m. 2001).
  - Dane Rudhyar, astrólogo, escritor e compositor franco-americano (m. 1985).
- 1898 — Madeleine de Bourbon-Busset, duquesa de Parma (m. 1984).
- 1899 — Dora Gerson, atriz e cantora alemã  (m. 1943).
- 1900
  - Erich Fromm, psicólogo e sociólogo alemão (m. 1980).
  - Antônio Carlos Lafayette de Andrada, jornalista e magistrado brasileiro (m. 1974).
  - Ruy Serra, religioso brasileiro (m. 1986).

### Século XX

#### 1901–1950
- 1903 — Alejandro Casona, escritor e dramaturgo espanhol (m. 1965).
- 1904
  - H. Beam Piper, escritor estado-unidense (m. 1964).
  - Turíbio Schmidt, político brasileiro (m. 1990).
  - Joan Crawford, atriz estado-unidense (m. 1977).
- 1905
  - Paul Grimault, animador francês (m. 1994).
  - Lale Andersen, cantora e compositora alemã (m. 1972).
- 1906 — José Della Torre, futebolista argentino (m. 1979).
- 1907
  - Daniel Bovet, farmacologista e acadêmico suíço-italiano, ganhador do Prêmio Nobel (m. 1992).
  - José Guiomard dos Santos, político brasileiro (m. 1983).
- 1908 — Dante de Laytano, juiz e escritor brasileiro (m. 2000).
- 1910
  - Akira Kurosawa, diretor, produtor e roteirista japonês (m. 1998).
  - Manuel Joaquim Reis Ventura, escritor e poeta português (m. 1988).
- 1912 — Wernher von Braun, físico e engenheiro teuto-americano (m. 1977).
- 1913
  - Heinz Linge, militar alemão (m. 1980).
  - Gustav Sjöberg, futebolista sueco (m. 2003).
- 1915
  - Vassili Zaitsev, capitão russo (m. 1991).
  - Pierre Chevalier, cineasta francês (m. 2005)
- 1917
  - Wálter Forster, ator e pioneiro da televisão brasileira (m. 1996).
  - Yevgeny Khaldei, fotógrafo ucraniano (m. 1997).
- 1918 — Silvino Silvério Marques, militar português (m. 2013).
- 1920
  - Miguel Maria Giambelli, religioso italiano (m. 2010).
  - Rosa Tamarkina, pianista ucraniana (m. 1950).
- 1922 — Ugo Tognazzi, ator, diretor e roteirista italiano (m. 1990).
- 1925 — David Watkin, cinematógrafo britânico (m. 2008).
- 1926 — Berta Loran, comediante e atriz polonesa-brasileira.
- 1928 — Mark Rydell, ator, diretor e produtor americano.
- 1931 — Viktor Korchnoi, enxadrista e escritor russo (m. 2016).
- 1932 — Paulo Macarini, político brasileiro (m. 2006).
- 1933
  - Hayes Alan Jenkins, ex-patinador artístico estado-unidense.
  - Laura Soveral, atriz portuguesa (m. 2018).
  - Philip Zimbardo, psicólogo e acadêmico estado-unidense (m. 2024).
- 1934 — Ludvig Faddeev, matemático e físico russo (m. 2017).
- 1936 — Igo Iwant Losso, advogado e político brasileiro (m. 2024)
- 1937
  - Tony Burton, ator, comediante, boxeador e jogador de futebol americano (m. 2016).
  - Moacyr Scliar, escritor brasileiro (m. 2011).
  - Robert Gallo, médico e acadêmico estado-unidense.
  - José Francisco Paes Landim, político brasileiro.
  - José Augusto Hülse, político brasileiro (m. 2019).
  - Bira Presidente, sambista brasileiro (m. 2025).
- 1939
  - Terry Paine, ex-futebolista britânico.
  - Rosie Reyes, tenista mexicana (m. 2024).
- 1942
  - Michael Haneke, diretor, produtor e roteirista austríaco.
  - Walter Rodney, historiador, acadêmico e ativista guianês (m. 1980).
  - Jalal Talebi, ex-futebolista iraniano.
- 1944
  - Ric Ocasek, cantor, compositor, guitarrista e produtor americano (m. 2019).
  - Michael Nyman, compositor de música minimalista e pianista britânico.
  - Lídia Franco, atriz portuguesa.
- 1945
  - Franco Battiato, cantor, compositor e diretor italiano (m. 2021).
  - Ana Amélia Lemos, jornalista e política brasileira.
  - David Milch, roteirista e produtor estado-unidense.
  - Dirceu Carneiro, político brasileiro.
- 1946 — Peter Cohen, cineasta sueco.
- 1947
  - Ronaldo Cezar Coelho, político e banqueiro brasileiro.
  - Roberto João Motta, político brasileiro (m. 1999).
- 1949
  - Trevor Jones, compositor sul-africano.
  - Moussa Koussa, político e diplomata líbio.
- 1950
  - Francisco de Assis Araújo, líder indígena brasileiro (m. 1998).
  - Mike Easley, político estado-unidense.
  - Corinne Cléry, atriz francesa.

#### 1951–2000
- 1951
  - Adrian Reynard, empresário britânico.
  - Julie Lynn Holmes, ex-patinadora artística estado-unidense.
  - Phil Keaggy, músico estado-unidense.
- 1952
  - Francesco Clemente, pintor e ilustrador italiano.
  - Kim Stanley Robinson, escritor americano.
  - Rex Tillerson, empresário, engenheiro e diplomata americano.
  - Mokhtar Dhouieb, ex-futebolista tunisiano.
  - Marquinhos Abdalla, ex-jogador de basquete brasileiro.
- 1953
  - Chaka Khan, cantora e compositora estado-unidense.
  - Ali Shojaei, ex-futebolista iraniano.
- 1955
  - Moses Malone, jogador de basquete e comentarista esportivo americano (m. 2015).
  - Kevin Kallaugher, cartunista estado-unidense.
  - Abel Gabuza, religioso sul-africano (m. 2021).
- 1956 — José Manuel Durão Barroso, acadêmico e político português.
- 1957
  - Lucio Gutiérrez, político equatoriano.
  - Amanda Plummer, atriz estado-unidense.
- 1958
  - Robbie James, futebolista e treinador de futebol britânico (m. 1998).
  - Zoltán Péter, ex-futebolista húngaro.
  - Etienne De Wilde, ex-ciclista olímpico belga
- 1959 — Catherine Keener, atriz estado-unidense.
- 1960 — Yoko Tawada, escritora japonesa.
- 1961 — Norrie McCathie, futebolista britânico (m. 1996).
- 1962
  - Steve Redgrave, ex-remador britânico.
  - Bassel al-Assad, político sírio (m. 1994).
- 1963
  - Juan Ramón López Caro, treinador de futebol espanhol.
  - Míchel, ex-futebolista e treinador de futebol espanhol.
  - Ana Fidelia Quirot, corredora cubana.
- 1964
  - Hope Davis, atriz americana.
  - Beata Dorota Sawicka, política polonesa.
  - Michael Frontzeck, ex-futebolista e treinador de futebol alemão.
  - Domenico Di Carlo, ex-futebolista e treinador de futebol italiano.
  - Marta Sobral, ex-jogadora de basquete brasileira.
  - Ari Colares, músico brasileiro.
- 1965
  - Aneta Beata Kreglicka, modelo polonesa.
  - Mário Tilico, ex-futebolista e treinador de futebol brasileiro.
  - Antônio Benedito da Silva, ex-futebolista brasileiro.
- 1966 — Marin Hinkle, atriz estado-unidense.
- 1967
  - Uwe Leichsenring, político alemão (m. 2006).
  - João Rodrigues, radialista, empresário e político brasileiro.
- 1968
  - Damon Albarn, cantor, compositor, produtor e ator britânico.
  - Fernando Hierro, ex-futebolista, dirigente esportivo e treinador de futebol espanhol.
  - Pierre Palmade, ator e roteirista francês.
  - Poe, cantora e compositora estado-unidense.
- 1970
  - Dželaludin Muharemović, ex-futebolista bósnio.
  - Alberto Montaño, ex-futebolista equatoriano.
  - Gianni Infantino, advogado e dirigente esportivo suíço.
  - Pedro Couceiro, automobilista português.
- 1971
  - Gail Porter, modelo e apresentadora de televisão britânica.
  - Karen McDougal, atriz e modelo estado-unidense.
  - Abe Laboriel Jr., músico norte-americano.
- 1972
  - Joe Calzaghe, boxeador britânico.
  - Judith Godrèche, atriz e escritora francesa.
  - Jonas Björkman, ex-tenista e treinador de tênis monegasco.
  - Daniel Prodan, futebolista e treinador de futebol romeno (m. 2016).
  - Abdeljalil Hadda, ex-futebolista marroquino.
- 1973
  - Jerzy Dudek, ex-futebolista polonês.
  - Jackson, ex-futebolista brasileiro.
  - Wim Eyckmans, automobilista belga.
  - Jason Kidd, ex-jogador e treinador de basquete americano.
  - Mori Chack, designer gráfico japonês.
- 1974
  - Randall Park, ator, diretor e roteirista americano.
  - Mark Hunt, lutador de kickboxer neozelandês.
  - Jaume Collet-Serra, cineasta espanhol.
- 1976
  - Ricardo Zonta, automobilista brasileiro.
  - Chris Hoy, ciclista e automobilista britânico.
  - Dougie Lampkin, motociclista britânico.
  - Keri Russell, atriz estado-unidense.
  - Travis Tomko, wrestler estado-unidense.
  - Michelle Monaghan, atriz estado-unidense.
  - Félix Tagawa, ex-futebolista e treinador de futebol taitiano.
- 1977
  - Maxim Marinin, ex-patinador artístico russo.
  - Alejandro de la Madrid, ator mexicano.
- 1978
  - Nicholle Tom, atriz estado-unidense.
  - Walter Samuel, ex-futebolista e treinador de futebol argentino.
  - David Tom, ator estado-unidense.
  - Perez Hilton, ator e personalidade televisiva estado-unidense.
- 1979
  - Mark Buehrle, ex-jogador de beisebol americano.
  - Zé Luís, ex-futebolista brasileiro.
  - Ľubomír Meszároš, ex-futebolista eslovaco.
  - Misty Hyman, nadadora estado-unidense.
  - Ray Gordy, wrestler estado-unidense.
- 1980
  - Érika Coimbra, ex-jogadora de voleibol brasileira.
  - Pedro Benítez, ex-futebolista paraguaio.
  - Takeshi Honda, ex-patinador artístico japonês.
  - Victor Simões, ex-futebolista brasileiro.
- 1981
  - Shelley Rudman, piloto de skeleton britânica.
  - Giuseppe Sculli, ex-futebolista italiano.
- 1982
  - Paride Grillo, ex-ciclista italiano.
  - Osmar Coelho Claudiano, ex-futebolista brasileiro.
  - Marianela Núñez, bailarina argentina.
- 1983
  - Hakan Balta, ex-futebolista turco.
  - Sascha Riether, ex-futebolista alemão.
  - Cleiton Xavier, ex-futebolista brasileiro.
  - Kader Mangane, ex-futebolista senegalês.
  - Dânia Neto, atriz e modelo portuguesa.
  - Mo Farah, atleta somali-britânico.
  - Morgan Gould, ex-futebolista sul-africano.
- 1984
  - Brandon Marshall, jogador de futebol americano  estado-unidense.
  - Lazhar Hadj Aïssa, futebolista argelino.
  - Isaac Chansa, ex-futebolista zambiano.
- 1985
  - Brandon Barnes, ex-jogador de futebol americano estado-unidense.
  - Bethanie Mattek-Sands, tenista americana.
  - Jonathan Hivert, ex-ciclista francês.
- 1986
  - Steven Strait, ator estado-unidense.
  - Andrea Dovizioso, ex-motociclista italiano.
  - Eyong Enoh, ex-futebolista camaronês.
  - Ben Rappaport, ator estado-unidense.
  - Denis Dmitriev, ciclista russo.
- 1987 — Filip Burkhardt, futebolista polonês.
- 1988
  - Jason Kenny, ciclista britânico.
  - Lenny, ex-futebolista brasileiro.
  - Ejike Uzoenyi, ex-futebolista nigeriano.
- 1989
  - Nikola Gulan, ex-futebolista sérvio.
  - Gelmín Rivas, futebolista venezuelano.
  - Eric Maxim Choupo-Moting, futebolista camaronês.
- 1990
  - Eugénia de Iorque, princesa britânica.
  - Jaime Alguersuari, ex-automobilista espanhol.
  - Renan Ribeiro, futebolista brasileiro.
- 1992
  - Kyrie Irving, jogador de basquete australiano-americano.
  - Ana Marcela Cunha, nadadora brasileira.
  - Igor Vetokele, futebolista angolano.
  - Vanessa Morgan, atriz e cantora canadense.
- 1993
  - Roberto Carballés Baena, tenista espanhol.
  - Sergio Rochet, futebolista uruguaio.
- 1994
  - Nick Powell, futebolista britânico.
  - Oussama Tannane, futebolista marroquino.
  - Leonardo Bittencourt, ator brasileiro.
- 1995
  - Ozan Tufan, futebolista turco.
  - Victoria Pedretti, atriz estado-unidense.
  - Juan Quintero Fletcher, futebolista colombiano.
- 1996 — Alexander Albon, automobilista tailandês-britânico.
- 1997
  - Iago Borduchi, futebolista brasileiro.
  - Thiago Maia, futebolista brasileiro.
- 1998
  - Vini Locatelli, futebolista brasileiro.
  - Adryelson, futebolista brasileiro.
- 1999 — Andrea Bagioli, ciclista italiano.
- 2000
  - Bamba Dieng, futebolista senegalês.
  - Geolier, rapper italiano.

### Século XXI
- 2002 — Bernardo Folha, futebolista português.
- 2003 — Álvaro Carreras, futebolista espanhol.

## Mortes

### Anteriores ao século XIX
- 0059 — Agripina Menor, imperatriz-consorte romana (n. 15).
- 1022 — Zhenzong, imperador chinês (n. 968).
- 1103 — Eudo I, Duque da Borgonha (n. 1058).
- 1361 — Henrique de Grosmont, 1.º Duque de Lancaster, político inglês (n. 1310).
- 1369 — Pedro I de Castela (n. 1334).
- 1555 — Papa Júlio III (n. 1487).
- 1589 — Marcin Kromer, cartógrafo, diplomata e historiador polonês (n. 1512).
- 1606 — Justo Lípsio, filólogo e estudioso flamengo (n. 1547).
- 1618 — Jaime Hamilton, 1.º conde de Abercorn (n. 1575).
- 1634 — Elizabeth Finch, 1.ª Condessa de Winchilsea (n. 1556).
- 1680 — Nicolas Fouquet, político francês (n. 1615).
- 1730 — Carlos I, Conde de Hesse-Cassel (n. 1654).
- 1740 — Olof Olai Rudbeck, explorador e naturalista sueco (n. 1660).
- 1742 — Jean-Baptiste Dubos, historiador e escritor francês (n. 1670).
- 1781 — Johann Anton Güldenstädt, naturalista alemão (n. 1745).
- 1792 — Luís António Verney, filósofo e pedagogo português (n. 1713).

### Século XIX
- 1801 — Paulo I da Rússia (n. 1754).
- 1813 — Augusta da Grã-Bretanha (n. 1737).
- 1818 — Nicolas Isouard, compositor francês (n. 1773).
- 1819 — August von Kotzebue, dramaturgo e escritor alemão (n. 1761).
- 1842 — Stendhal, escritor francês (n. 1783).
- 1849 — Andrés Manuel del Río, químico mexicano (n. 1764).
- 1854 — Luís de Meireles do Canto e Castro, escritor português (n. 1785).
- 1860 — Francisco Ruiz Tagle, político chileno (n. 1790).
- 1862 — Manuel Robles Pezuela, político e militar mexicano (n. 1817).
- 1877 — José Inácio Bettencourt, militar português (n. 1792).
- 1879 — Elizabeth Wiggins Simonton Blackford, religiosa brasileira (n. 1822).
- 1880 — Francisco Antônio Raposo, militar e político brasileiro (n. 1817).
- 1881 — Nikolai Rubinstein, pianista e compositor russo (n. 1835).
- 1888 — Morrison Waite, Chefe de Justiça estado-unidense (n. 1816).
- 1892 — Léon Abel Provancher, naturalista canadense (n. 1820).

### Século XX
- 1904 — Apolinário Porto-Alegre, escritor e poeta brasileiro (n. 1844).
- 1907 — Konstantin Pobedonostsev, jurista, político e pensador russo (n. 1827).
- 1914
  - Fernando Hackradt Júnior, político brasileiro (n. 1852).
  - Rafqa Pietra Choboq Ar-Rayès, santo libanês (n. 1832).
- 1916 — Fernando de Souza Monteiro, religioso brasileiro (n. 1867).
- 1919 — Francesco di Paola Cassetta, religioso italiano (n. 1841).
- 1923 — Hovhannes Tumanyan, poeta e escritor armênio (n. 1869).
- 1925 — Bessie Rayner Parkes, poetisa, ensaísta e jornalista britânica (n. 1829).
- 1927 — João Pereira Ferraz, engenheiro e político brasileiro (n. 1853).
- 1931 — Bhagat Singh, ativista indiano (n. 1907).
- 1935 — Ana de Castro Osório, feminista e escritora portuguesa (n. 1872).
- 1937 — Helge Rode, escritor dinamarquês (n. 1870).
- 1942 — Marcelo Torcuato de Alvear, político argentino (n. 1868).
- 1946
  - Francisco Largo Caballero, político espanhol (n. 1869).
  - Gilbert Newton Lewis, químico estado-unidense (n. 1875).
  - Juan Píriz, futebolista uruguaio (n. 1902).
- 1953 — Raoul Dufy, pintor e ilustrador francês (n. 1877).
- 1955
  - Artur Bernardes, advogado e político brasileiro, 12.° presidente do Brasil (n. 1875).
  - Lucien Lacaze, político francês (n. 1860).
- 1957 — Patrick Abercrombie, arquiteto e urbanista britânico (n. 1879).
- 1960 — Franklin Pierce Adams, jornalista e escritor estado-unidense (n. 1881).
- 1963 — Thoralf Skolem, matemático e lógico norueguês (n. 1887).
- 1964
  - Peter Lorre, ator americano (n. 1904).
  - Neville Stuart Pillans, botânico sul-africano (n. 1884).
  - Gregorio Jover Cortés, anarquista espanhol (n. 1891).
- 1965 — Mae Murray, atriz, dançarina, produtora e roteirista americana (n. 1885).
- 1971 — Georg Wiarda, matemático e enxadrista alemão (n. 1889).
- 1972 — Cristóbal Balenciaga, estilista espanhol (n. 1895).
- 1973 — Ken Maynard, ator estado-unidense (n. 1895).
- 1980 — Arthur Melvin Okun, economista e acadêmico americano (n. 1928).
- 1981
  - Beatrice Tinsley, astrônoma e cosmologista anglo-neozelandesa (n. 1941).
  - Claude Auchinleck, militar britânico (n. 1884).
  - Mike Hailwood, motociclista e automobilista britânico (n. 1940).
- 1984 — Paulo Junqueira Duarte, biógrafo, poeta, arqueólogo e memorialista brasileiro (n. 1899).
- 1986 — Josué Guimarães, escritor brasileiro (n. 1921).
- 1988 — Hélio Pellegrino, psicanalista, escritor e poeta brasileiro (n. 1924).
- 1991
  - Elisaveta Bagriana, poetisa búlgara (n. 1893).
  - Mona Maris, atriz argentina (n. 1903).
  - Susumu Fujita, ator japonês (n. 1912).
- 1992
  - Friedrich Hayek, economista, filósofo e acadêmico austríaco-alemão, ganhador do Prêmio Nobel (n. 1899).
  - Antón Avilés de Taramancos, escritor espanhol (n. 1935).
- 1994
  - Luis Donaldo Colosio, economista e político mexicano (n. 1950).
  - Giulietta Masina, atriz italiana (n. 1921).
  - Álvaro del Portillo, religioso espanhol (n. 1914).
- 1995 — Davie Cooper, futebolista e treinador britânico (n. 1956).
- 1998 — Deoclécio Lima de Siqueira, aviador e escritor brasileiro (n. 1916).
- 1999 — Luis María Argaña, juiz e político paraguaio (n. 1932).

### Século XXI
- 2001 — Lamartine Navarro Júnior, engenheiro e empresário brasileiro (n. 1932).
- 2004 — Otto Kumm, militar alemão (n. 1909).
- 2006
  - Desmond Doss, soldado americano (n. 1919).
  - Peter Shand Kydd, empresário britânico (n. 1925).
- 2007 — Paul Cohen, matemático e teórico estado-unidense (n. 1934).
- 2008
  - Kurt Prober, numismata alemão (n. 1909).
  - Cecílio do Rego Almeida, empresário brasileiro (n. 1930).
- 2009 — Carlos Semprún, escritor, dramaturgo e jornalista espanhol (n. 1926).
- 2011
  - Jean Bartik, cientista da computação e engenheira americana (n. 1924).
  - Elizabeth Taylor, atriz, socialite e humanitária americano-britânica (n. 1932).
  - Liana Duval, atriz brasileira (n. 1927).
- 2012
  - Chico Anysio, ator e humorista brasileiro (n. 1931).
  - Abdullahi Yusuf Ahmed, político somali (n. 1934).
- 2013
  - Boris Abramovich Berezovsky, matemático e empresário russo-britânico (n. 1946).
  - Joe Weider, fisiculturista e editor canadense-americano (n. 1919).
- 2014 — Adolfo Suárez, advogado e político espanhol (n. 1932).
- 2015 — Lee Kuan Yew, advogado e político singapurense (n. 1923).
- 2016
  - Ken Howard, ator americano (n. 1944).
  - Phife Dawg, rapper norte-americano (n. 1970).
- 2019 — Domingos de Oliveira, ator e diretor brasileiro (n. 1936).
- 2021 — George Segal, ator americano (n. 1934).
- 2022 — Madeleine Albright, diplomata americana (n. 1937).

## Feriados e eventos cíclicos
- Dia Mundial da Meteorologia

### Internacional
- Paquistão – Dia da República

### Brasil
- Dia do Naturólogo
- Dia do Acupunturista
- Dia do Naturopata
- Aniversário do município de Florianópolis, Santa Catarina

### Cristianismo
- Gregório, o Iluminador
- Helena Dragasa
- José Oriol
- Rafqa Ar-Rayès
- Toríbio de Mongrovejo

## Outros calendários
- No calendário romano era o 10.º dia (X) antes das calendas de abril.
- No calendário litúrgico tem a letra dominical E para o dia da semana.
- No calendário gregoriano a epacta do dia é viii.